# Ngoại quyển
Ngoại quyển là khu vực cao nhất của bầu khí quyển Trái Đất (nghĩa là nó là giới hạn trên của khí quyển) khi nó dần dần biến thành khoảng trống của không gian. Không khí ở ngoại quyển cực kỳ mỏng đến mức một vài nguyên tử hoặc phân tử của nó không có khả năng va chạm với nhau - theo nhiều cách, nó gần giống như khoảng trống không có không khí của không gian bên ngoài. Trong bầu khí quyển của Trái Đất, ngooại quyển là phần cao nhất của bầu khí quyển nơi mật độ của các phân tử khí rất thấp. Tại Sao Thủy, không gian ngoài vũ trụ là bầu khí quyển duy nhất, do đó, hành tinh này có cái gọi là không gian ngoài giới hạn bề mặt, có các phân tử khí va chạm với bề mặt (hoặc thoát ra khỏi hành tinh) thay vì va chạm với nhau.

Minh hoạ các tầng khí quyển

Không phải tất cả các nhà khoa học đều đồng ý rằng ngoại quyển thực sự là một phần của bầu khí quyển. Một số nhà khoa học coi tầng nhiệt độ là phần cao nhất của khí quyển Trái Đất và nghĩ rằng ngoài vũ trụ thực sự chỉ là một phần của không gian. Tuy nhiên, các nhà khoa học khác xem xét phần ngoài vũ trụ của bầu khí quyển hành tinh chúng ta.
Vì ngoài vũ trụ dần dần mờ dần vào không gian bên ngoài, không có ranh giới trên rõ ràng của lớp này. Một định nghĩa về giới hạn ngoài cùng của tầng ngoài đặt mép trên cùng của bầu khí quyển của Trái Đất khoảng 190.000 km (120.000 dặm), khoảng nửa đường đến mặt trăng. Ở khoảng cách này, áp suất bức xạ từ ánh sáng mặt trời tác dụng lực lên các nguyên tử hydro nhiều hơn lực hút của Trái Đất. Một mờ sáng của bức xạ cực tím rải rác bởi các nguyên tử hydro trong khí quyển cao nhất đã được phát hiện ở các độ cao 100.000 km (62.000 dặm) bằng vệ tinh. Vùng phát sáng UV này được gọi là vùng phát sáng uv.
Bên dưới vũ trụ, các phân tử và nguyên tử của khí quyển liên tục va chạm với nhau. Tuy nhiên, không khí trong không gian mỏng đến mức va chạm như vậy là rất hiếm. Các nguyên tử và phân tử khí trong vũ trụ di chuyển dọc theo "quỹ đạo đạn đạo", gợi nhớ đến chuyến bay vũ trang của một quả bóng ném (hoặc bắn đại bác!) Khi nó dần dần cong về phía Trái Đất dưới lực kéo của trọng lực. Hầu hết các hạt khí trong vũ trụ phóng to dọc theo các đường cong mà không bao giờ va vào một nguyên tử hoặc phân tử khác, cuối cùng bị đẩy trở lại bầu khí quyển thấp hơn do lực hấp dẫn. Tuy nhiên, một số hạt chuyển động nhanh hơn không quay trở lại Trái Đất - thay vào đó chúng bay vào vũ trụ! Một phần nhỏ bầu khí quyển của chúng ta "rò rỉ" vào không gian mỗi năm theo cách này.
Mặc dù ngoài vũ trụ là một phần kỹ thuật của bầu khí quyển Trái Đất, theo nhiều cách, nó là một phần của không gian bên ngoài. Nhiều vệ tinh, bao gồm Trạm vũ trụ quốc tế (ISS), quỹ đạo trong vũ trụ hoặc bên dưới. Ví dụ, độ cao trung bình của ISS là khoảng 330 km (205 dặm), đặt nó trong tầng nhiệt dưới tầng ngoài! Mặc dù bầu khí quyển rất, rất mỏng trong tầng nhiệt và ngoài vũ trụ, nhưng vẫn có đủ không khí để gây ra một lực kéo nhẹ lên các vệ tinh quay quanh các lớp này. Lực kéo này dần dần làm chậm tàu vũ trụ trong quỹ đạo của chúng, do đó cuối cùng chúng sẽ rơi ra khỏi quỹ đạo và bốc cháy khi chúng quay trở lại bầu khí quyển trừ khi có gì đó được thực hiện để đẩy chúng trở lên. ISS mất khoảng 2 km (1,2 dặm) ở độ cao mỗi tháng để "phân rã quỹ đạo" như vậy, và định kỳ phải được trao một tăng lên bởi động cơ tên lửa để giữ nó trong quỹ đạo.

## Thành phần của ngoại quyển

### Thành phần khí quyển
Thành phần khí quyển ban đầu thường liên quan đến hóa học và nhiệt độ của tinh vân mặt trời cục bộ trong quá trình hình thành hành tinh và sự thoát khí tiếp theo sau đó. Lớp ngoài vũ trụ chủ yếu bao gồm mật độ hydro, heli và một số phân tử nặng hơn bao gồm nitơ, oxy và carbon dioxide gần với exobase. Các nguyên tử và phân tử cách xa nhau đến mức chúng có thể đi hàng trăm km mà không va chạm với nhau. Do đó, ngoài vũ trụ không còn hoạt động như một chất khí và các hạt liên tục thoát ra ngoài không gian. Ngoại quyển chứa hầu hết các vệ tinh quay quanh Địa cầu.
Tại đáy tầng ngoài, chuyển động tự do trung bình của phân tử là tương đương với độ cao tỷ lệ xích áp suất. Do độ cao tỷ lệ xích áp suất là gần như tương đương với độ cao tỷ lệ xích mật độ của thành phần cơ bản và do số Knudsen là tỷ số của chuyển động tự do trung bình và tỷ lệ dao động mật độ điển hình, nó có nghĩa là đáy tầng ngoài nằm trong khu vực với {\displaystyle \mathrm {Kn} (h_{EB})\simeq 1}.
Nhiệt độ cao khoảng trên 1.000 °C, dường như là thịnh hành tại tầng ngoài, chỉ áp dụng để nói tới vận tốc của các hạt (do các hạt chuyển động nhanh hơn thì ứng với nhiệt độ cao hơn). Các nhiệt kế nói chung lại chỉ các nhiệt độ dưới 0 °C, do mật độ khí tại các cao độ này là quá nhỏ để việc chuyển tải nhiệt ở mức có thể đo được là rất khó xảy ra.

### Hành Tinh
Hành tinh (chữ Hán: 行星) là cách gọi một thiên thể quay xung quanh một ngôi sao hay các tàn tích sao, có đủ khối lượng để nó có hình cầu do chính lực hấp dẫn của nó gây nên, có khối lượng dưới khối lượng giới hạn để có thể diễn ra phản ứng hợp hạch (phản ứng nhiệt hạch) của deuterium, và đã hút sạch miền lân cận quanh nó như các vi thể hành tinh.[a]. "Hành tinh" ở các ngôn ngữ Âu châu như tiếng Anh, tiếng Pháp, tiếng Tây Ban Nha, tiếng Ý, tiếng Đức... đều có nguồn gốc từ chữ planetes (Πλανήτης) của tiếng Hy Lạp. Planetes có nghĩa là "dân du mục".
Tên của các hành tinh trong hệ Mặt Trời, xét theo sự tăng dần khoảng cách từ Mặt Trời: gồm bốn hành tinh đá Sao Thủy, Sao Kim, Trái Đất, và Sao Hỏa, bốn hành tinh khí khổng lồ Sao Mộc, Sao Thổ, Sao Thiên Vương, và Sao Hải Vương (Sao Diêm Vương đã từng được xếp vào nhóm này nhưng hiện tại bị loại ra do không đáp ứng được tiêu chí ba trong định nghĩa của IAU 2006). Những tên này được chọn dựa theo hệ thống Ngũ Hành (kim, mộc, thủy, hỏa, thổ) và thêm vào đó là trời (thiên), biển (hải) và địa ngục (diêm hay diêm la). Hành tinh của chúng ta có một tên đặc biệt (Trái Đất) không thuộc vào hệ thống tên vừa kể trên nhưng thường được gọi là Trái Đất hoặc Địa Cầu.
Từ năm 1992, hàng trăm hành tinh quay xung quanh ngôi sao khác ("hành tinh ngoài Hệ Mặt Trời" hay "hành tinh ngoại hệ") trong Ngân Hà đã được khám phá. Đến 28 tháng 10 năm 2011, đã phát hiện được 695 hành tinh ngoài hệ Mặt Trời, có kích thước từ các hành tinh khí khổng lồ lớn hơn Sao Mộc cho đến kích thước của các hành tinh đá, với 528 hệ hành tinh và 81 hệ đa hành tinh (các hành tinh quay quanh sao đôi hoặc sao ba).

#### Thái Dương Hệ

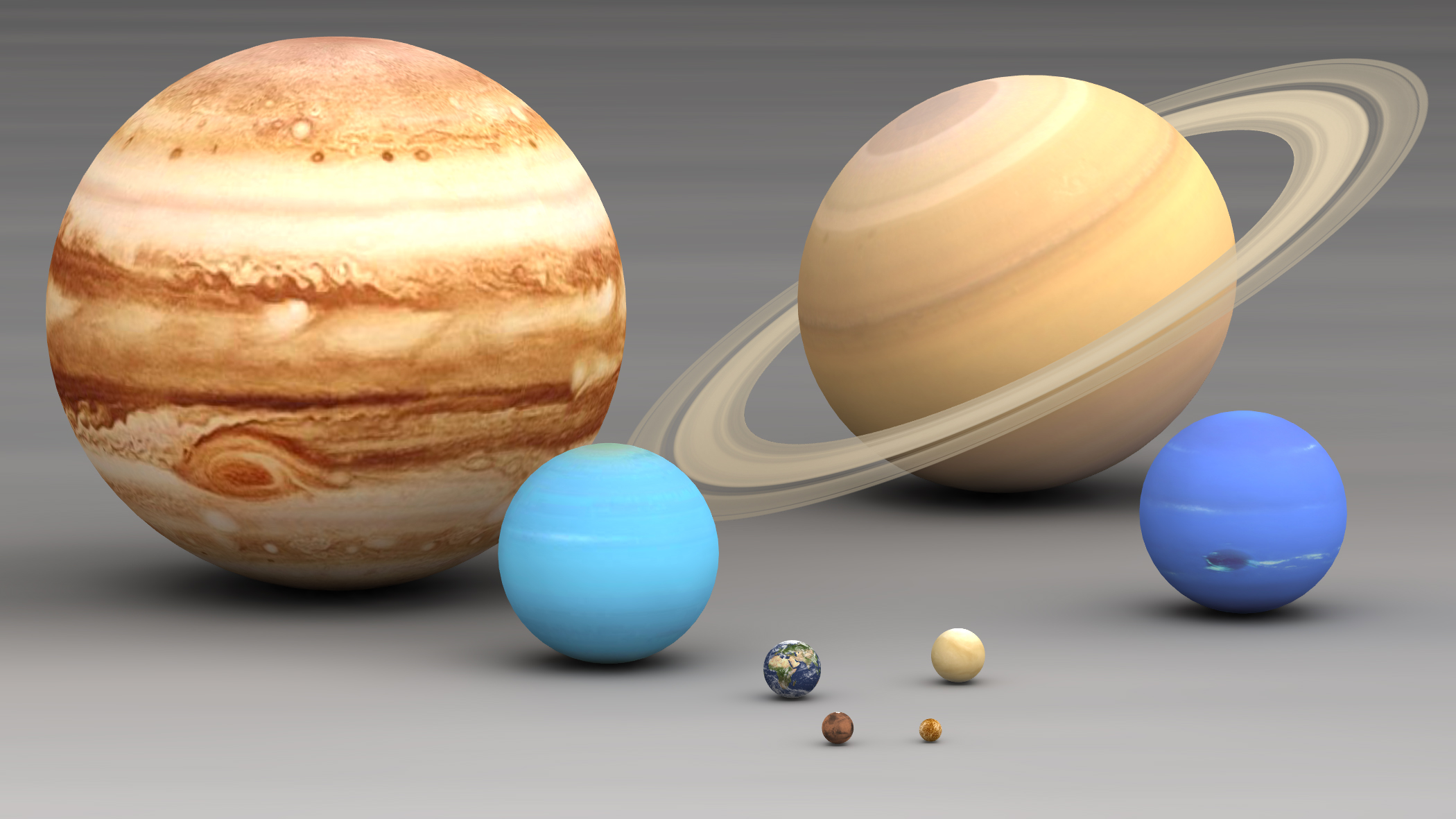
So sánh kích cỡ 8 hành tinh.

Hệ Mặt Trời (hay Thái Dương Hệ)[a] là 1 hệ hành tinh có Mặt Trời ở trung tâm và các thiên thể nằm trong phạm vi lực hấp dẫn của Mặt Trời, tất cả chúng được hình thành từ sự suy sụp của 1 đám mây phân tử khổng lồ cách đây gần 4,6 tỷ năm. Đa phần các thiên thể quay quanh Mặt Trời, và khối lượng tập trung chủ yếu vào 8 hành tinh[e] có quỹ đạo gần tròn và mặt phẳng quỹ đạo gần trùng khít với nhau gọi là mặt phẳng hoàng đạo. 4 hành tinh nhỏ vòng trong gồm: Sao Thủy, Sao Kim, Trái Đất và Sao Hỏa - người ta cũng còn gọi chúng là các hành tinh đá do chúng có thành phần chủ yếu từ đá và kim loại. 4 hành tinh khí khổng lồ vòng ngoài có khối lượng lớn hơn rất nhiều so với 4 hành tinh vòng trong. 2 hành tinh lớn nhất, Sao Mộc và Sao Thổ có thành phần chủ yếu từ heli và hiđrô; và 2 hành tinh nằm ngoài cùng, Sao Thiên Vương và Sao Hải Vương có thành phần chính từ băng, như nước, amonia và mêtan, và đôi khi người ta lại phân loại chúng thành các hành tinh băng khổng lồ. Có 6 hành tinh và 3 hành tinh lùn có các vệ tinh tự nhiên quay quanh.[b] Các vệ tinh này được gọi là "Mặt Trăng" theo tên gọi của Mặt Trăng của Trái Đất. Mỗi hành tinh vòng ngoài còn có các vành đai hành tinh chứa bụi, hạt và vật thể nhỏ quay xung quanh.
Hệ Mặt Trời cũng chứa 2 vùng tập trung các thiên thể nhỏ hơn. Vành đai tiểu hành tinh nằm giữa Sao Hỏa và Sao Mộc, có thành phần tương tự như các hành tinh đá với đa phần là đá và kim loại. Bên ngoài quỹ đạo của Sao Hải Vương là các vật thể ngoài Sao Hải Vương có thành phần chủ yếu từ băng như nước, amonia, mêtan. Giữa 2 vùng này, có 5 thiên thể điển hình về kích cỡ, Ceres, Pluto, Haumea, Makemake và Eris, được coi là đủ lớn đủ để có dạng hình cầu dưới ảnh hưởng của chính lực hấp dẫn của chúng, và được các nhà thiên văn phân loại thành hành tinh lùn.[e] Ngoài ra có hàng nghìn thiên thể nhỏ nằm giữa 2 vùng này, có kích thước thay đổi, như sao chổi, centaurs và bụi liên hành tinh, chúng di chuyển tự do giữa 2 vùng này.
Mặt Trời phát ra các dòng vật chất plasma, được gọi là gió Mặt Trời, dòng vật chất này tạo ra 1 bong bóng gió sao trong môi trường liên sao gọi là nhật quyển, nó mở rộng ra đến tận biên giới của đĩa phân tán. Đám mây Oort giả thuyết, được coi là nguồn cho các sao chổi chu kỳ dài, có thể tồn tại ở khoảng cách gần 1.000 lần xa hơn nhật quyển.

Chuyển động của quỹ đạo ê líp của Trái Đất xung quanh Mặt Trời mô phỏng dạng 3D cùng các Sao Thủy, Sao Kim, Sao Hoả và Sao Thổ. Sao Hải Vương và Sao Diêm Vương cũng xuất hiện ở quỹ đạo riêng.

Lớp trực tiếp bên ngoài ngoại quyển là tầng nhiệt; ranh giới giữa hai được gọi là nhiệt độ. Độ cao của ranh giới dưới của ngoại quyển khác nhau, nó bắt đầu khác nhau từ khoảng 690 km đến 10.000 km trên bề mặt, nơi nó tương tác với từ quyển, đến không gian. Khi mặt trời đang hoạt động xung quanh đỉnh của chu kỳ vết đen mặt trời, tia X và bức xạ tia cực tím từ sức nóng mặt trời và "thổi phồng" các tầng nhiệt - nâng độ cao của thermopause lên tầm cao khoảng 1.000 km (620 dặm) trên bề mặt Trái Đất. Khi mặt trời là ít hoạt động trong thời điểm thấp của chu kỳ vết đen mặt trời, bức xạ mặt trời là ít căng thẳng và rút thermopause để trong vòng khoảng 500 km (310 dặm) của bề mặt Trái Đất.

#### Các hành tinh ngoài Hệ Mặt Trời
Các nhà thiên văn học đồng thời cũng tìm kiếm sự sống trên các hành tinh ngoài Hệ Mặt Trời, họ tin rằng có thể có hành tinh có lợi cho sự sống phát triển, ví dụ như Gliese 581 c và OGLE-2005-BLG-390Lb, nơi mà được tìm thấy có dạng tương đối giống với Trái Đất. Những phương pháp dò tìm bằng radio hiện nay đã không còn tương xứng với một cuộc tìm kiếm lớn, ví dụ như cách giải quyết với công nghệ gần đây đã không còn tương xứng với những gì chúng ta biết về các thiên thể ngoài thái dương hệ. Loại kính viễn vọng trong tương lai cần phải có khả năng cho việc nhìn các hành tinh quay xung quanh các ngôi sao, mà có thể có tồn tại sự sống (dù bằng phương pháp trực tiếp hay thông qua việc chụp ảnh bằng quang phổ giúp làm lộ ra các thông tin quan trọng như sự tồn tại của khí Oxy trong khí quyển của hành tinh đó:

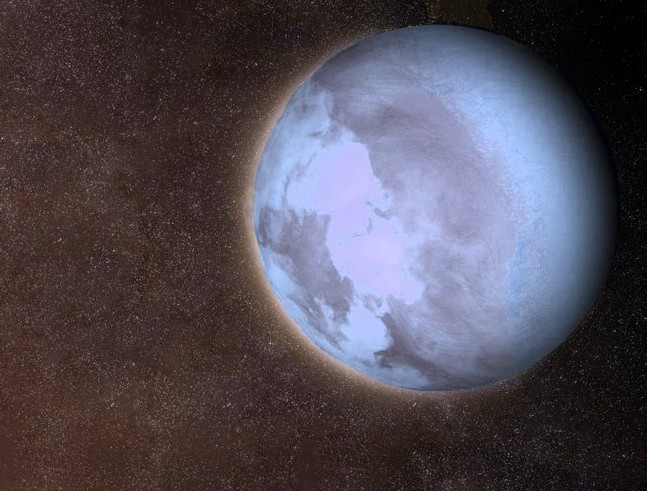
Ảnh về Gliese 581 c, hành tinh ngoài hệ mặt trời đầu tiên được khám phá là có tồn tại không khí cần thiết cho sự sống.

- Darwin là một kế hoạch của ESA tìm kiếm những hành tinh giống với Trái Đất, và phân tích khí quyển của chúng.
- Nhiệm vụ COROT, ban đầu thuộc về của Cơ quan vũ trụ Pháp, được bắt đầu vào năm 2006 và vẫn đang xem xét các hành tinh ngoài hệ mặt trời.
- Kế hoạch tìm kiếm các hành tinh giống Trái Đất được NASA tiến hành, nhưng đến năm 2007, ngân quỹ bị cắt đã khiến cho nó kéo dài vô tận
- Chương trình Kepler, thay thế cho Kế hoạch tìm kiếm các hành tinh giống Trái Đất, sẽ được diễn ra vào tháng 11 năm 2008

Có ý kiến cho rằng Alpha Centauri, chòm sao gần nhất đối với Trái Đất, có thể chứa những hành tinh có khả năng tồn tại sự sống.
Vào ngày 24 tháng tư, năm 2007, các nhà khoa học thuộc đài thiên văn Nam Âu ở La Silla, Chile nói rằng họ đã tìm thấy hành tinh đầu tiên giống với Trái Đất. Hành tinh, được biết dưới cái tên Gliese 581 c, quay trong khoảng không cho phép tồn tại sự sống của ngôi sao Gliese 581, một sao lùn đỏ cách Trái Đất 20.5 Năm ánh sáng (194 ngàn tỉ km). Lúc đầu nó được cho rằng có thể có nước. Tuy nhiên, khí hậu trên Gliese 581 c đã được Weiner Volt Bloh và đội của anh mô phỏng trên máy tính tại Viện Nghiên cứu về sự ảnh hưởng khí hậu của Đức và cho kết quả là: các bon đi-oxide và mêtan trong khí quyển của hành tinh này có thể tạo ra được hiệu ứng nhà kính nhưng sau đó sẽ bị biến mất. Nó sẽ làm hành tinh ấm lên, vượt quá cả mức để nước có thể sôi(100 độ C/ 212 độ F), chính vì vậy nó xóa tan đi hi vọng có thể tồn tại sự sống trên hành tinh này. Hiện giờ các nhà khoa học chuyển sang theo dõi Gliese 581 d, hành tinh mà chỉ nằm sát vùng có thể sống của một ngôi sao.
Vào ngày 29 tháng năm năm 2007, the Associated Press công bố một bản bào cáo rằng các nhà khoa học đã tìm thấy 28 thiên thể dạng hành tinh ngoài hệ mặt trời. Một trong số các hành tinh mới được phát hiện này được cho rằng có rất nhiều điểm giống với Sao Hải Vương.

### Vùng chứa ion
Các ion ở mọi độ cao của khí quyển trên mặt đất. 
Dưới khoảng 60 km các hạt tích điện (có năng lượng tương đương với các thành phần khí trung tính) không đóng vai trò quan trọng trong việc xác định tính chất hóa học hoặc vật lý của khí quyển. Tuy nhiên, trên ≈60  km, sự hiện diện của các electron và ion ngày càng trở nên quan trọng. Vùng khí quyển trên này được gọi là tầng điện ly. Lưu ý rằng tầng điện ly trùng với tầng trung lưu phía trên, tầng điện ly và vùng phát sáng uv.
Cấu trúc dọc điển hình của tầng điện ly được thể hiện trong Hình 10.1 (Hargreaves 1992). Kiểm tra cho thấy tầng điện ly thể hiện sự biến đổi mạnh về thời gian và nó cũng thay đổi theo chu kỳ mặt trời. Việc xác định các lớp khí quyển thường liên quan đến các điểm uốn trong cấu hình mật độ dọc, các vùng chính là mức tối thiểu cục bộ. 
Các khu vực tầng điện ly chính như sau:
Vùng D (≈60–90 km, đạt cao nhất khoảng 90 km);
Vùng E (≈90–140 km, đạt cao nhất khoảng 110 km);
Vùng F1 (≈140–200 km, đạt cao nhất khoảng 200 km);
Vùng F2 (≈200–500 km, đạt cao nhất khoảng 300 km);
Tầng điện ly trên cùng (phía trên khu vực F2).
Có thể thấy rằng khu vực D và F1 biến mất vào ban đêm, trong khi khu vực E và F2 trở nên yếu hơn nhiều.

## Tìm kiếm sự sống ngoài Trái Đất
Theo chiều kim đồng hồ từ trên cùng bên trái:
- Tìm kiếm hành tinh ngoài Hệ Mặt Trời (hình ảnh: kính thiên văn Kepler)
- Tìm kiếm trí thông minh ngoài hành tinh (hình ảnh: Mảng Allen)
- Khám phá bằng robot trong Hệ Mặt trời (hình ảnh: xe tự hành Curiosity trên sao Hỏa)

Sự sống ngoài Trái Đất là cuộc sống giả định có thể xảy ra bên ngoài Trái Đất và không bắt nguồn từ Trái Đất. Cuộc sống như vậy có thể bao gồm từ sinh vật nhân sơ đơn giản (hoặc dạng sống tương đương) đến những sinh vật có nền văn minh tiến bộ hơn nhiều so với loài người. Phương trình Drake suy đoán về sự tồn tại của sự sống thông minh ở những nơi khác trong vũ trụ. Khoa học về sự sống ngoài Trái Đất dưới mọi hình thức được gọi là [astrobiology].
Từ giữa thế kỷ 20, các nghiên cứu đang diễn ra tích cực đã diễn ra để tìm kiếm các dấu hiệu của sự sống ngoài Trái Đất. Điều này bao gồm tìm kiếm cuộc sống ngoài Trái Đất hiện tại và lịch sử, và tìm kiếm hẹp hơn cho cuộc sống thông minh ngoài Trái Đất. Tùy thuộc vào loại tìm kiếm, các phương pháp bao gồm từ phân tích dữ liệu kính viễn vọng và mẫu vật đến radio được sử dụng để phát hiện và gửi tín hiệu liên lạc.
Khái niệm về cuộc sống ngoài Trái Đất, và đặc biệt là trí thông minh ngoài Trái Đất, đã có một tác động văn hóa lớn, chủ yếu trong các tác phẩm khoa học viễn tưởng. Trong những năm qua, khoa học viễn tưởng đã đưa ra một số ý tưởng lý thuyết, mỗi ý tưởng đều có nhiều khả năng. Nhiều người đã khơi gợi sự quan tâm của công chúng về khả năng của sự sống ngoài Trái Đất. Một mối quan tâm đặc biệt là sự khôn ngoan trong nỗ lực giao tiếp với trí thông minh ngoài Trái Đất. Một số khuyến khích các phương pháp tích cực để liên lạc với cuộc sống ngoài Trái Đất thông minh. Những người khác tranh luận để làm như vậy có thể cho đi vị trí của Trái Đất, khiến cho một cuộc xâm lược có thể xảy ra trong tương lai.
Nhiều thiên thể trong Hệ Mặt Trời được cho là dường như có sự sống. Trong danh sách dưới đây, ba trong số năm thiên thể là vệ tinh, và được cho là có chứa chất lỏng trong lòng đất, nơi mà sự sống có thể giống như dưới biển sâu.
- Sao Kim: Địa chất sao Kim: Cythera - hành tinh thứ hai tính từ Mặt Trời - Carbonyl sulfide, nền tảng cho sự sống vừa mới được tìm thấy trong khí quyển Sao Kim.
- Sao Hỏa: Địa chất sao Hảo: Ares - hành tinh thứ tư tính từ Mặt Trời - có nước dạng lỏng tồn tại trong quá khứ và vẫn còn nước dạng lỏng ở dưới bề mặt. Gần đây, methane được tìm thấy trong khí quyển Sao Hỏa. Xem bài chính: Người Hỏa tinh.
- Titan - vệ tinh lớn nhất của Sao Thổ, vệ tinh duy nhất có một bầu khí quyển đáng chú ý. Các khám phá mới nhất chỉ ra rằng không có biển bao phủ trên đó nhưng có thể tồn tại các hồ hydradcarbon theo mùa.
- Europa - vệ tinh lớn thứ tư của Sao Mộc - dường như có một biển muối dưới lớp vỏ băng mỏng. Nếu như vệ tinh này có sự sống, nhiều hy vọng có thể tìm thấy dạng sống tương tự như ở các miệng núi lửa trên Trái Đất. Hơn nữa, các nhà sinh học vũ trụ đang hy vọng tìm thấy dạng sống kỵ khí dưới vùng biển ở đây nhờ khuấy tung bề mặt băng của Mặt Trăng này.
- Enceladus - vệ tinh lớn thứ sáu của Sao Thổ - đã quan sát thấy các hoạt động địa chất cùng với nước ở dạng lỏng và các mạch nước tại cực nam.

Nhiều thiên thể khác cũng được cho là có dấu hiệu sự sống dạng vi sinh vật. Ví dụ có giả thuyết cho là có sự sống trong khí quyển của Sao Kim hay có thể tồn tại sự sống trên các sao chổi, giống như một vài loại vi trùng trên Trái Đất sống sót thành công theo như một cuộc nghiên cứu Mặt Trăng trong nhiều năm. Tuy vậy, không có nhiều hy vọng rằng sinh vật đa bào phức tạp có thể tồn tại được dưới các điều kiện đó.